# Karl Andreas Christiani
Karl Andreas Christiani (* 29. November 1707 in Königsberg (Preußen); † 21. Juni 1780 ebenda) war ein deutscher Philosoph.

## Leben
Christiani hatte die Domschule in Königsberg besucht und sich am 30. September 1723 an der Universität Königsberg immatrikuliert. Hier trat er unter Johann Gottfried Teske 1726 und unter Daniel Heinrich Arnoldt 1730 als Responent in Erscheinung. Seine Studien setzte er an der Universität Halle fort, wo er 1731 Lehrer am königlichen Gymnasium wurde und am 15. Juni 1735 den akademischen Grad eines Magisters der philosophischen Wissenschaften erwarb. In Halle war er vom Pietismus beeinflusst worden und kehrte als Privatdozent am 27. August 1735 nach Königsberg zurück, wo er noch im selben Jahr eine außerordentliche Professur der praktischen Philosophie erhielt. Er hielt vorrangig Vorlesungen zum Naturrecht und erklärte die philosophischen Grundsätze von Christian Wolff, sowie später jene von Gottfried Achenwall.
1736 wurde er Inspektor des Gröbenschen Stipendiums und 1749 ordentlicher Professor der praktischen Philosophie in Königsberg. Zudem wurde er Inspektor des Albertinischen Kollegiums und der Königlichen Alumnen. Man vertraute ihm auch als Redant die Aufsicht über die akademischen Kassen an, er wurde Kurator der Stipendien und 1763 Oberbibliothekar der akademischen und Wallerodtischen Bibliothek in Königsberg. In seiner Eigenschaft als Königsberger Hochschullehrer beteiligte er sich auch an den organisatorischen Aufgaben der Königsberger Akademie und war in den Sommersemestern 1768, 1774 sowie 1780 zum Rektor der Alma Mater gewählt worden. In seiner letzten Amtszeit verstarb er jedoch.

## Werke
- De regulis, quas homo stando, ac eundo observat. Königsberg, 1735
- De pugna appetitus et aversationis naturalis cum aversatione et appetitu sensitivo. Königsberg, 1735
- De vera religione seu firmissimo civitatis conservandae vinculo. Königsberg, 1744
- De paroemia iuris: Kauf geht vor Miethe, sit iuris naturalis? Königsberg, 1749